# Zaratornis
Genre
Zaratornis est un genre monotypique de passereaux de la famille des Cotingidés, observé dans les Andes péruviennes.

## Liste des espèces
Selon la classification de référence du Congrès ornithologique international (version 7.3, 2017) :
- Zaratornis stresemanni  — Cotinga à joues blanches (Koepcke, 1954)